# Новоукраинское (Днепропетровская область)
Новоукраинское (укр. Новоукраїнське, до 2016 года Память Ильича) — село,
Вольненский сельский совет,
Апостоловский район,
Днепропетровская область,
Украина.
Код КОАТУУ — 1220382505. Население по переписи 2001 года составляло 451 человек.

## Географическое положение
Село Новоукраинское находится на правом берегу канала Днепр — Кривой Рог, который через 4 км впадает в Южное водохранилище, выше по течению на расстоянии в 3 км расположены сёла Весёлые Чумаки и Нива Трудовая, ниже по течению на расстоянии в 1,5 км расположено село Вольное, на противоположном берегу — село Нове Життя (Широковский район).
Рядом проходит железная дорога, станция Нива Трудовая в 1-м км.